# آلبرت هدریخ
آلبرت هدریخ (انگلیسی: Albert Hedderich؛ زادهٔ ۱۱ دسامبر ۱۹۵۷) قایقران روئینگ اهل آلمان غربی بود.